# 土屋圭輔
土屋 圭輔（つちや けいすけ、1972年12月27日 - ）は日本の俳優。同じく俳優の土屋大輔は双子の兄にあたる。
千葉県出身。血液型はO型。八千代松陰高等学校卒業。趣味・特技はテニス、歌、長・短距離走。身長183cm。以前はエム・カンパニーに所属していた。

## 来歴
高校在学中にモデルとして活動を開始し、卒業後に俳優に転進する。
1993年『五星戦隊ダイレンジャー』に知 / キリンレンジャー役で出演。
その後は平 東（）と改名するが、まもなく引退。2006年に土屋圭輔名義で『轟轟戦隊ボウケンジャー』で俳優に復帰。またかつては代々木アニメーション学院で声優タレント科の主任講師を務めていた時期もある。
2011年から放送された『海賊戦隊ゴーカイジャー』ではダイレンジャーをテーマにした第33話の撮影を羽村英と見学した縁で、最終話に羽村と共にゲスト出演した。
2015年8月　宍戸マサルらと戦隊ヒーローシリーズの俳優たちで結成したグループ歌手「レジェンドヒーロー90's」を結成。
2017年「戦隊職人 五星戦隊ダイレンジャー『オーラチェンジャー&キバチェンジャー』」の発売に際して、当時のメンバーとともに新録音声で参加。
2021年　「新☆敏いとうとハッピー&ブルー」のメンバーになりメジャーデビュー。

## 人物

### 『ダイレンジャー』関連のエピソード
共演した和田圭市は、『ダイレンジャー』以前に大輔とコンテストで出会っており、『ダイレンジャー』開始時に圭輔を大輔と間違えて挨拶したという。
豆腐が苦手であったため、第12話で豆腐を食べるシーンの撮影は辛かったが、それを経て豆腐が食べられるようになったという。
第25話のニセ知は兄の大輔が演じており、これが兄弟初共演となった。これに関して圭輔は同じ事務所にいても同じ仕事をしたくはないと思っていたが、共演したことはどこか嬉しかったという。後に大輔が主演した『重甲ビーファイター』では、大輔が演じる甲斐拓也のクローン・シャドーを圭輔が演じた。

## 出演

### テレビドラマ
- スーパー戦隊シリーズ
  - 五星戦隊ダイレンジャー（1993年） - 知 / キリンレンジャー 役
  - 忍者戦隊カクレンジャー（1994年） - 太郎 役
  - 轟轟戦隊ボウケンジャー（2006年） - 菜月の父 役
  - 海賊戦隊ゴーカイジャー（2012年） - 天時星・知 役
- 重甲ビーファイター（1995年） - シャドー 役[注釈 2]
- 青春模様
- オカルト勘平
- ぷっつん5

### 配信ドラマ
- 忍者戦隊カクレンジャー 第三部・中年奮闘編（2024年8月4日、東映特撮ファンクラブ） - 四郎 役

### 舞台
- 10&10
- 天空

### 映画
- 五星戦隊ダイレンジャー（1993年） - 知 / キリンレンジャー 役

### 玩具
- 五星戦隊ダイレンジャー オーラチェンジャー&キバチェンジャー 戦隊職人 ～SUPER SENTAI ARTISAN～（2017年3月）
- 重甲ビーファイター ブラックコマンダー&ジャミングマグナム 30th ANNIVERSARY EDITION（2025年12月）